# Тополница (река)
Тополница је река, лева притока Поречке реке, дужине 10,2km, површине слива 23,6km².
Извире у подножју планинског врха Букова глава (580 м.н.в.), протиче кроз насеље Тополница, у чијој близини се улива у Поречку реку на 100 м.н.в. Највећа притока је река Огашу Коверци (4,3km).
Слив реке налази се у непосредном окружењу НП Ђердап.